# بوسنانغ
بوسنانغ (بالألمانية: Bussnang) هي إحدى بلديات مقاطعة فاينفيلدن في كانتون تورغاو في سويسرا. تبلغ مساحتها 18.91 كيلومتر مربع، ويقدر عدد سكانها بـ 2264 نسمة (حسب تعداد ديسمبر 2015).